# Лорефиче, Коррадо
Коррадо Лорефиче (итал. Corrado Lorefice; род. 12 октября 1962, Испика, Италия) — итальянский прелат. Архиепископ Палермо с 27 октября 2015.

## Биография
Родился в Испике, в провинции Рагуза и епархии Ното, 12 октября 1962 года.

### Священническое служение
26 сентября 1986 года он был рукоположен во дьякона в соборе Ното епископом Сальваторе Николози. 30 декабря 1987 года тот же епископ рукоположил его в сан священника в церкви Сантиссима Аннунциата в Испике.
Преподавал в Высшим институте религиозных наук в Сиракузах (2010–2013 гг.) и в теологической студии «Сан-Паоло» в Катании (2010–2015 гг.).
В 2010 году он был назначен архипресвитером собора Святого Петра в Модике и епископским викарием епархии Ното.
В июне 2017 года он был удостоен награды Фонда Рауля Валленберга за пожертвование капеллы в качестве синагоги для еврейской общины Неаполя.
В октябре 2022 года он был избран вице-президентом Сицилийской епископской конференции. 